# Cynthia Woods Mitchell Pavilion
Cynthia Woods Mitchell Pavilion é uma arena multiúso localizado em The Woodlands, Estados Unidos.